# Comuna Măicănești, Vrancea
Măicănești este o comună în județul Vrancea, Muntenia, România, formată din satele Belciugele, Măicănești (reședința), Râmniceni, Slobozia Botești, Stupina și Tătaru.

## Geografie
Comuna se află în sud-estul județului, la limita cu județele Brăila, Galați și Buzău, aflându-se pe malul drept al râului Râmnicu Sărat, aproape de vărsarea acestui râu în Siret.

### Poziții geografice
Distanța până la:
- Focșani - 39 km
- București - 188 km
- Brăila - 52 km
- Galați - 61 km
- Râmnicu Sărat - 41 km
- Buzău - 76 km
- Bacău - 143 km
- Onești - 123 km
- Roman - 189 km
- Piatra Neamț - 212 km
- Suceava - 297 km
- Brașov - 221 km
- Constanța - 253 km

## Etimologie
Numele comunei Măicănești provine de la intemeietorul Târgului Măicănești, Iorgu Măicănescu.

## Demografie
Componența etnică a comunei Măicănești
     Români (91,17%)
     Romi (2,93%)
     Alte etnii (5,91%)
Componența confesională a comunei Măicănești
     Ortodocși (92,11%)
     Alte religii (1,99%)
     Necunoscută (5,91%)
Conform recensământului efectuat în 2021, populația comunei Măicănești se ridică la 3.826 de locuitori, în scădere față de recensământul anterior din 2011, când fuseseră înregistrați 4.612 locuitori. Majoritatea locuitorilor sunt români (91,17%), cu o minoritate de romi (2,93%). Din punct de vedere confesional, majoritatea locuitorilor sunt ortodocși (92,11%), iar pentru 5,91% nu se cunoaște apartenența confesională.

## Politică și administrație
Comuna Măicănești este administrată de un primar și un consiliu local compus din 13 consilieri. Primarul, Răzvan-Adrian Pascu[*], de la Partidul Național Liberal, este în funcție din octombrie 2020. Începând cu alegerile locale din 2024, consiliul local are următoarea componență pe partide politice:
|  | Partid                    | Consilieri | Componența Consiliului | Componența Consiliului | Componența Consiliului | Componența Consiliului | Componența Consiliului | Componența Consiliului | Componența Consiliului | Componența Consiliului | Componența Consiliului | Componența Consiliului | Componența Consiliului | Componența Consiliului |
|  | ------------------------- | ---------- | ---------------------- | ---------------------- | ---------------------- | ---------------------- | ---------------------- | ---------------------- | ---------------------- | ---------------------- | ---------------------- | ---------------------- | ---------------------- | ---------------------- |
|  | Partidul Național Liberal | 12         |                        |                        |                        |                        |                        |                        |                        |                        |                        |                        |                        |                        |
|  | Partidul Social Democrat  | 1          |                        |                        |                        |                        |                        |                        |                        |                        |                        |                        |                        |                        |

| Primar        | Partide | Ocupare           | Eliberare         | Notă                                                            |
| ------------- | ------- | ----------------- | ----------------- | --------------------------------------------------------------- |
| Răzvan Pascu  | PNL     | 22 octombrie 2020 | în funcție        | în 2020 a fost ales din partea alianței electorale PNL-USR-PLUS |
| Costel Necula | PSD     | 16 iunie 1996     | 22 octombrie 2020 |                                                                 |

## Dezvoltare și economie
În fiecare duminică, se organizează piața din centrul comunei Măicănești, reabilitată în 2018. Comuna are trotuare reabilitate în 2019, în Râmniceni, Tătaru și Măicănești, o stradă reabilitată (DN 23 B) în iulie 2019 ce conectează punctul de est la intersecția cu DN 23 de punctul de vest, la Ciorăști. Digul de apărare Măicănești-Râmniceni a fost finalizat în 2013. În 2021 a fost deschis un magazin de retail, acesta revigorând comerțul de tranzit din comună.

## Transport

### Rutier
Este traverastă de șoseaua națională DN23, care leagă Focșaniul de Brăila. La Măicănești, din acest drum se ramifică șoseaua națională DN23B care duce spre sud-vest la Ciorăști și din DN23B se ramifică la Tătaru șoseaua județeană DJ204B, care duce vest la Tătăranu.
Comuna are patru direcții:
- spre Râmnicu Sărat (și implicit spre Buzău)
- spre Focșani (via Nănești către Galați și Tecuci)
- spre Brăila (din iulie 2023[9] și spre județele Tulcea și Constanța)
- spre Tătăranu (și implicit spre tot sudul județului Vrancea)

Așadar centrul comunei Măicănești este un tranzit rural important în zona sud-estică a României, împreună cu comunele Liești, Vulturu și Pechea.

### Feroviar
Cele mai apropiate stații de cale ferată pentru transportul de călători sunt:
- Ciorăști (ieșită din uz începând cu 2012) (15 km depărtare de comună)
- Șerbănești/Liești (interoperabilă) (18 km față de comună), pe calea ferată 704 Mărășești - Tecuci - Galați (magistrala 700)
- Hanu Conachi (16 km depărtare), pe calea ferată menționată anterior
- Gara Focșani (interoperabilă) (42 km depărtare), pe magistrala 500
- Gara Râmnicu Sărat (interoperabilă) (45 km depărtare de comună), pe magistrala 500

### Aerian
Cel mai apropiat aeroport este Aeroportul "George Enescu" din Bacău, aflat la 139 km față de comuna Măicănești.

## Istorie
La sfârșitul secolului al XIX-lea, comuna era reședința plășii Marginea de Jos a județului Râmnicu Sărat și era formată din satele Măicănești, Tătaru, Belciugu, Grădinile-Gârlești și Crângeni, cu o populație de 2050 de locuitori. În comună funcționau două biserici — una la Măicănești și cealaltă la Tătaru, ultima datând din 1842 — și două școli — una de băieți, cu 97 de elevi, și una de fete, cu 38 de eleve. La acea vreme, pe teritoriul actual al comunei mai funcționa în aceeași plasă și comuna Râmniceni, cu satele Râmniceni și Slobozia-Râmniceni, cu 1523 de locuitori, și în care funcționau o biserică zidită în 1834 și o școală mixtă cu 121 de elevi.
Anuarul Socec din 1925 consemnează comuna Măicănești în aceeași plasă, cu 1302 locuitori în satele Bolboaca, Belciug, Gârleasca, Măicănești, Tătaru și în cătunele Crângeni și Grădinile. Comuna Râmniceni, din aceeași plasă, cu satele Râmniceni și Slobozia-Botești, avea 1577 de locuitori.
În 1950, comunele au fost arondate raionului Măicănești (comuna Măicănești fiind reședința acestuia) din regiunea Putna, apoi (după 1952) din regiunea Galați; în 1956, raionul Măicănești s-a desființat și cele două comune au trecut la raionul Brăila, regiunea Galați. În 1968, ele au trecut la județul Vrancea, iar comuna Râmniceni s-a desființat, satele ei fiind arondate comunei Măicănești, în timp ce satul Crângeni a fost arondat comunei Nămoloasa din județul Galați.

## Monumente istorice
Singurul obiectiv din comuna Măicănești inclus în lista monumentelor istorice din județul Vrancea ca monument de interes local este Monumentul Eroilor din Războiul Ruso-Turc din 1877–1878, ridicat în anul 1912 în fața primăriei comunei. Monumentul este, începând cu 2021, într-un proiect de reabilitare.

## Personalități născute aici
- Nicolae Tătăranu (1890 - 1953), general.